# Spiuk
 (mai 2020).
Spiuk est une entreprise espagnole d’équipement de cyclisme.
Son siège social est basé à Orozko en Biscaye.